# Joseph Smeets (baanwielrenner)
Joseph Smeets (Bergen, 11 augustus 1959) is een Belgisch voormalig baanwielrenner.

## Carrière
Smeets won een aantal nationale titels op de baan en nam in 1980 deel aan de Olympische Spelen waar hij met de Belgische ploeg 10e werd in de ploegenachtervolging. Vier jaar later nam hij nog eens deel aan de Olympische Spelen en werden ze 5e in de ploegenachtervolging.

## Overwinningen
| Jaar     | BK                                   | EK       | WK       | Overige                                                       |
| Junioren | Junioren                             | Junioren | Junioren | Junioren                                                      |
| -------- | ------------------------------------ | -------- | -------- | ------------------------------------------------------------- |
| 1977     | Achtervolging · ploegenachtervolging |          |          |                                                               |
| Amateurs |                                      |          |          |                                                               |
| 1980     | ploegenachtervolging                 |          |          | Olympische Spelen: 10e ploegenachtervolging 10e achtervolging |
| 1981     | Achtervolging · 1km                  |          |          |                                                               |
| 1982     |                                      |          |          |                                                               |
| 1983     |                                      |          |          |                                                               |
| 1984     | Achtervolging                        |          |          | Olympische Spelen: 5e ploegenachtervolging                    |